# 굿 플레이스
《굿 플레이스》(영어: The Good Place)는 미국의 판타지 코미디 텔레비전 시리즈로 마이클 슈어가 제작하였다. 2016년 9월 19일부터 2020년 1월 30일까지 총 네 개의 시즌으로 NBC에서 방영되었다.
이 드라마의 줄거리는 최근에 세상을 등지고 사후 세계에서 깨어난 젊은 여성 엘리너 셸스트롭(크리스틴 벨)이 생전에 착한 삶을 산 덕분에 마이클(테드 댄슨)이 설계한 천국을 닮은 유토피아인 '굿 플레이스'의 초대를 받으며 시작된다. 하지만 엘리너는 자신이 실수로 굿 플레이스에 오게 되었음을 깨닫고, 자신의 나쁜 행동을 숨기고 더 나은 사람이 되려고 노력하게 된다. 윌리엄 잭슨 하퍼, 자밀라 자밀, 매니 저신토 역시 굿 플레이스에 발을 들인 사람들로 출연했으며, 다시 카든은 이곳의 주민들을 돕는 프로그래밍된 비서로 등장한다.
《굿 플레이스》 시리즈는 방영 기간 동안 독창성과 연기, 설정 등에 있어서 평단의 상당한 호평을 이끌어냈으며 다수 시상식에서 상을 수상하거나 후보로 올랐다. 한 번의 피버디상과 네 번의 휴고상을 수상하였으며, 프라임타임 에미상에는 최우수 코미디 시리즈 부문의 두 차례를 포함해 모두 14번 후보에 올랐다.

## 줄거리
《굿 플레이스》에는 사람이 죽은 뒤에 '굿 플레이스'(the Good Place) 또는 '배드 플레이스'(the Bad Place) 중 한 곳의 사후 세계로 보내진다는 기본 설정이 깔려있다. 모든 인간은 생전에 행했던 행동의 선하고 악한 정도를 바탕으로 수치화된 점수를 받게 되며, 그중에 가장 높은 점수를 받은 사람들만이 굿 플레이스에 갈 수 있다. 굿 플레이스에 다다른 사람들은 재닛이라는 이름의 인공지능의 안내를 받으며 모든 소원이 이루어지는 영원한 행복을 누리는 반면, 배드 플레이스에 가게 된 사람들은 영원한 고문을 경험하게 된다.
시즌 1에서는 도덕 관념이 없고 외톨이였던 엘리너와 작은 범죄를 저질러왔던 제이슨이 스스로가 실수로 굿 플레이스에 오게 되었다고 생각한다. 엘리너의 소울메이트인 도덕 철학자 치디는 두 사람에게 윤리학을 가르쳐 그들이 굿 플레이스에 남을 수 있게 돕는다. 한편 엘리너와 제이슨의 존재로 인해 굿 플레이스에 혼란이 발생하자, 생전에 부유한 사교계 명사였던 타하니는 친절한 마을의 설계자인 마이클을 도와 문제를 해결하고자 한다. 하지만 시즌 1 마지막 에피소드에서 엘리너는 네 사람이 지내고 있었던 곳이 사실은 배드 플레이스라는 사실을 깨닫는 반전이 드러나는데, 알고보니 악마였던 마이클이 네 사람을 선택해 서로를 영원히 고문하고자 했던 것이다.
시즌 2에서는 마이클은 네 사람의 기억을 지워 매번 새로운 실험을 시도하지만, 네 사람은 매번 진실을 알아낸다. 이후 수백 년이 지났지만 마이클이 성공을 거두지 못하자, 마이클은 그의 자리를 노리는 비키의 협박을 받게 된다. 이에 마이클은 네 사람에게 진짜 굿 플레이스를 갈 수 있게 해주겠다고 약속하는 대신 자신의 상사를 속이는 걸 도와달라고 부탁한다. 인간이 죽은 후에도 달라지는 모습을 보일 수 있다는 걸 지켜본 마이클은 굿 플레이스와 배드 플레이스 사이의 문제를 다루는 영원의 판사에게 네 사람의 케이스를 다뤄 달라고 호소한다. 판사는 개과천선할 수 있다는 사실을 증명하는 기회를 주기 위해 네 사람을 사후 세계에 대한 기억을 없앤 상태로 지구로 돌려보낸다.
시즌 3에서는 지구로 돌아온 네 사람은 마이클의 개입으로 다시 한 곳에 모이게 된다. 엘리너와 타하니, 제이슨은 치디와 그의 동료 시몬이 이끄는 연구에 함께 하지만, 결국 마이클의 정체가 드러나고 만다. 사후 세계에 대한 진실을 알게 된 후, 네 사람은 자신의 주변 사람들이 착하게 살 수 있도록 돕고 싶어 한다. 엘리너는 무책임했던 자신의 어머니인 도나 셸스트롭을, 타하니는 자신의 경쟁 상대였던 여동생 카밀라, 제이슨은 자신의 아버지인 동키 더그와 친구 필보이를 돕는다. 악마들과의 대립 끝에 네 사람과 마이클, 재닛은 굿 플레이스의 사무실 한 켠에 도착하고, 그곳에서 지난 몇백 년 동안 어떤 인간도 굿 플레이스에 가지 못했다는 사실을 발견하면서 새로운 해결책을 찾아야 할 상황에 놓인다.
시즌 4에서는 판사의 감독 하에 여섯 명이 마이클이 원래 만들었던 마을을 본따 새로운 굿 플레이스 실험을 시작하게 된다. 엘리너가 처음에 겪었던 것처럼, 이번 실험에서는 적절한 지원이 있다면 인간이 개과천선해서 굿 플레이스에 걸맞은 존재로 변화할 수 있는 지에 대해서 확인하는 것이 목표이다. 만약 성공한다면 그들의 시도는 새로운 사후 세계 시스템으로 자리 잡을 것이며, 배드 플레이스는 죽은 사람들이 도덕적으로 성장할 수 있는 기회의 장으로 바뀌게 된다. 하지만 여섯 명은 이 실험에 참여할 대상자를 선택하게 된 배드 플레이스의 악마들의 방해에 먼저 대처해야 한다. 그렇게 실험 대상자로는 치디 자신, 굿 플레이스가 환각이라고 믿는 시몬, 자신이 더 나은 '베스트 플레이스'에 속한다고 착각하는 독선적이고 남성 우월주의적인 중년 남성이 선택된다.

## 등장 인물

### 주연

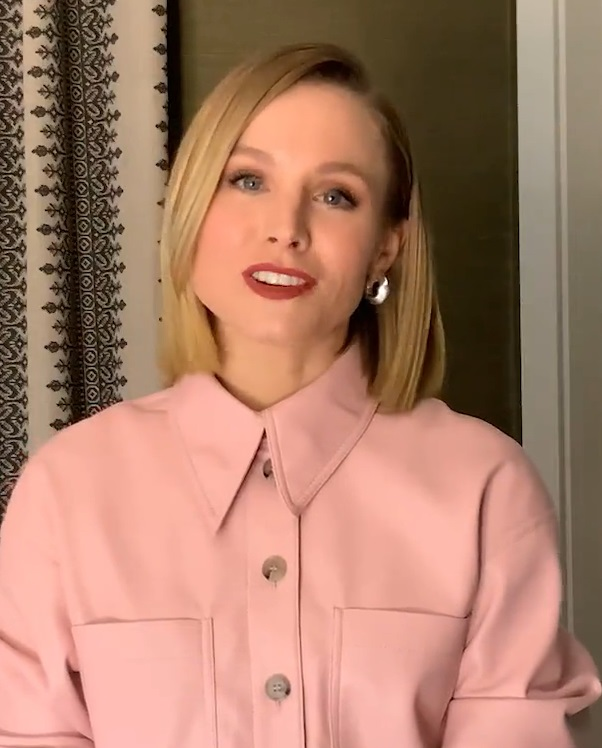
이 드라마의 주인공을 연기한 크리스틴 벨

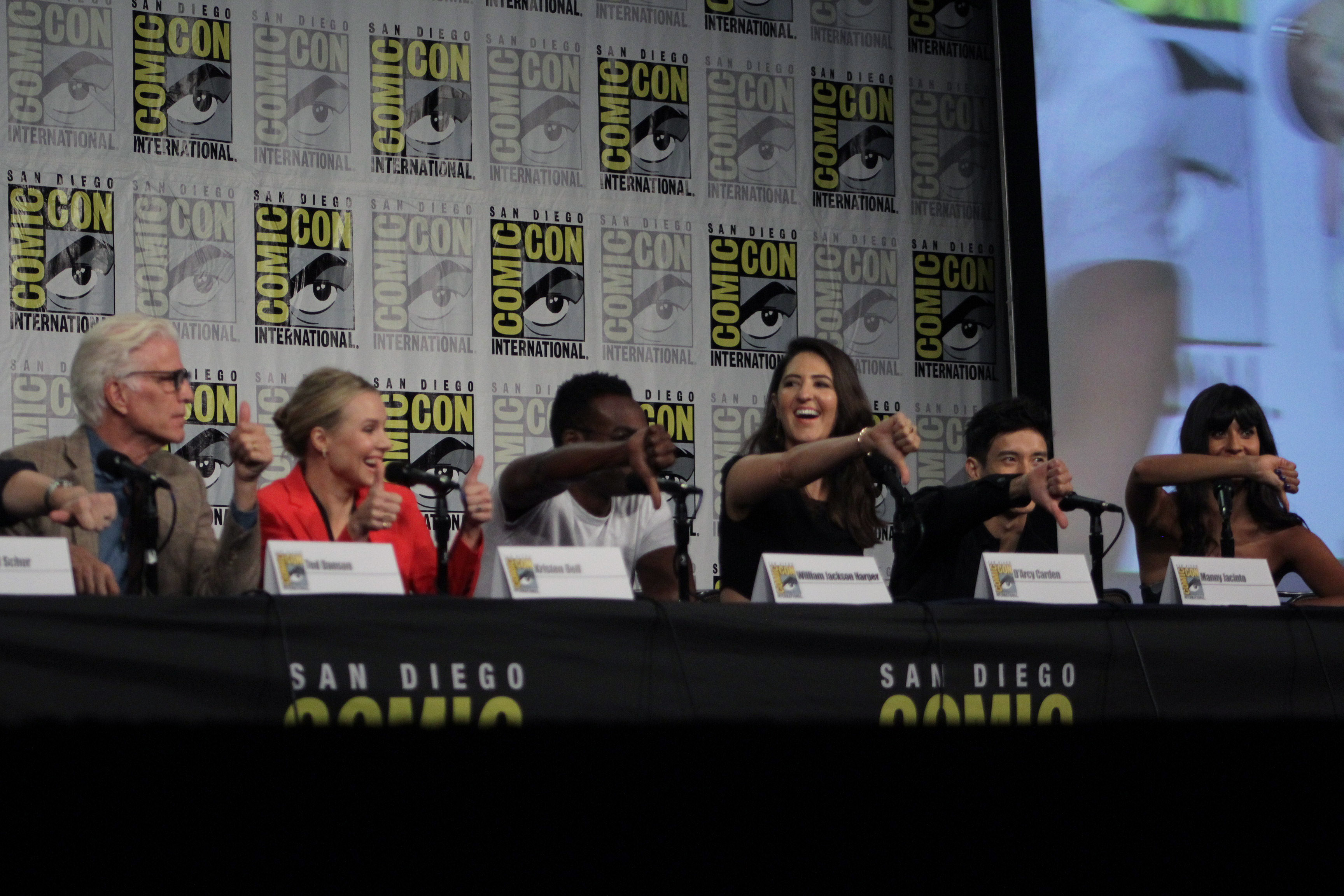
2018년 샌디에이고 코믹콘 인터내셔널 현장에 자리한 배우진

- 크리스틴 벨 - 엘리너 셸스트롭 역, 애리조나주 피닉스 출신의 이기적인 미국인 제약 회사 영업사원으로, 사망 후 사형 선고를 받은 무고한 의뢰인들을 변호해 온 같은 이름의 변호사와 실수로 뒤바뀌면서 굿 플레이스에 오게 된다. 굿 플레이스에서 자신의 자리를 지키기 위해 치디에게 더 나은 사람이 되기 위한 기본을 가르쳐 달라고 요청한다.[8] 양성애자 캐릭터이다.[9]
- 윌리엄 잭슨 하퍼 - 치디 아나곤예 역, 소르본 대학교와 오스트레일리아의 세인트존스 대학교에서 윤리학과 도덕철학을 가르치던 나이지리아계 세네갈인 교수로, 프랑스어를 모어로 사용하며 사망 후 굿 플레이스에 오게 된다. 평소 친절하고 남을 잘 돕는 성격이지만 선택을 하는 것을 극도로 어려워하는 성향 때문에 늘 지나치게 불안해하고 우유부단한 모습을 보이며, 이로 인해 종종 좋지 않은 결정을 내린다. 마이클의 첫 번째 굿 플레이스 실험에서 엘리너의 소울메이트로 선택되어 그녀를 더 나은 사람으로 만들기 위해 윤리 수업을 진행한다.[10]
- 자밀라 자밀 - 타하니 알자밀 역, 생전 영국의 부유한 자선가이자 패션 모델로 자신이 굿 플레이스에 속한다고 믿는다. 처음에는 긍정적인 태도, 잘난 체하는 말투, 유명인과 친분을 언급하는 습관 때문에 그녀를 싫어하던 엘리너와 의외의 우정을 맺게 된다.[11]
- 다시 카든 - 재닛 역, 인간의 모습을 하고 있는 프로그래밍된 굿플레이스의 가이드이자 정보원으로, 굿 플레이스 거주자들이 원하는 것은 무엇이든 제공한다. 굿 플레이스와 배드 플레이스를 통틀어 모든 구역에서 작동하는 핵심 운영 시스템이기도 하며, 시간이 흐르며 원래 프로그래밍된 방식과는 다르게 점점 더 인간다운 성향을 보이게 된다.
  - 카든은 시리즈 전반에 걸쳐 다양한 다른 버전의 재닛 역도 연기했다. 그중의 하나인 '배드 재닛'은 주민들에게 부적절하고 무례하게 응답하도록 악마들이 설계한 배드 플레이스 버전의 재닛이다.[12] '뉴트럴 재닛'은 회계팀에서 일하는 공평하고 로봇 같은 버전의 재닛이다.[13] '디스코 재닛'은 드라마 상에서 재밌지만 좀 과한 버전이라고 언급되는 재닛이다. "Janet(s)" 에피소드에서는 엘리너, 치디, 타하니, 제이슨의 재닛 버전도 등장한다.[14]
- 매니 저신토 - 제이슨 멘도사 역, 플로리다주 잭슨빌 출신의 필리핀계 미국인 아마추어 디스크 자키이자 마약상으로, 실수로 굿 플레이스에 발을 들여 놓는다. 처음에는 굿 플레이스의 주민들에게 지안유 리라는 이름의 침묵 서약을 지키고 있는 대만의 승려로 소개된다. 나중에 제이슨은 미숙하고 머리가 나쁘면서도 마음이 따뜻한 잭슨빌 재규어스와 블레이크 보틀스의 팬으로 밝혀진다.[15]
- 테드 댄슨 - 마이클 역, 엘리너, 치디, 타하니, 제이슨이 머물고 있는 굿 플레이스 지역을 관리하는 설계자이다. 종이 클립을 가지고 노는 것이나 누군가의 자동차 열쇠를 찾는 것과 같이 인간 생활의 평범한 면에 대한 깊은 애착을 갖고 있다. 시즌 1 마지막 에피소드에서 자신이 네 명의 인간을 속이고 있었으며 실제로는 그들을 고문하는 악마였음이 밝혀지지만, 나중에 그들과 친구가 되고 한 팀을 이룬다. '마이클'이라는 이름은 '누가 하나님과 같은가?'라는 뜻을 가진 히브리어 이름이다.[16] 마이클의 캐릭터는 대천사 미카엘에서 영감을 받아 만들어졌다.[17]

### 조연

#### 악마
- 티야 서카 - 비키 역, 배드 플레이스의 악마로, 시즌 1에서 굿 플레이스에서 자신의 자리를 빼앗긴 '진짜 엘리너 셸스트롭'을 연기한다. 시즌 2에서는 마이클의 계획이 계속해서 실패하자 그를 협박해 마을의 통제권을 자신이 가지려고 시도한다. 시리즈 후반에는 마이클로부터 다른 악마들에게 새로운 사후 세계 소개 시스템을 소개하는 역할을 맡게 된다.
- 애덤 스콧 - 트레버 역, 주인공 무리를 괴롭히는 배드 플레이스에서 온 잔인한 악마이다. 시즌 3에서는 지구에 나타나서 치디의 연구에 합류해 지나친 열정을 보이는 참가자로 위장하지만, 이후 정체가 발각되어 판사에 의해 추방된다.[18]
- 마크 에번 잭슨 - 숀 역, 마이클의 사악한 상사로, 처음에는 우주의 문제들을 판단하는 신과 같은 존재인 판사로 소개된다. 숀은 마이클에게 고문 실험을 할 수 있는 기회를 두 차례 주지만, 이후 마이클의 배신을 알게 되면서 그에게서 등을 돌린다.[19] 숀은 《굿 플레이스》의 스핀오프 웹 시리즈인 '더 셀렉션'의 주인공이기도 하다.[20]
- 루크 굴단 - 크리스 베이커 역, 근육질의 배드 플레이스 악마로, 마이클의 두 번째 실험 때 헬스광인 엘리너의 소울메이트로 처음 등장한다. 굿 플레이스에서 자신의 역할을 연기하는데 어려움을 느끼지만, 이후 맡았던 역할의 많은 부분들을 자신의 실제 성격으로 받아들이게 된다.[21] 시리즈에서 여러 차례 조연인 악역으로 등장한다.
- 밤바디언 밤바 - 밤바잔 역, 굿 플레이스에서 변호사인 척 연기하는 배드 플레이스의 악마로, 숀의 악마들 중에서도 교활한 편이다.
- 조시 시겔 - 글렌 역, 명랑하고 어수룩해 보이는 굿 플레이스의 주민인 척 연기하는 배드 플레이스의 악마이다. 다른 존재를 진심으로 걱정하는 모습을 보이는 몇 안 되는 악마 중 한 명으로, "Tinker, Tailor, Demon, Spy" 에피소드에서는 폭발해버리지만 시간이 지나며 자신의 모습으로 되돌아온다.

#### 인간
- 메리베스 먼로 - 민디 세인트클레어 역, 생전에 사내변호사이자 마약 중독자였다. 코카인에 취해 있을 때 자선 단체를 설립하는 아이디어를 떠올렸고, 이후 설립이 진행되는 도중에 사망한다. 사망 이후 자신의 자선 단체를 통해 굿 플레이스에 들어갈 수 있는 점수를 간신히 얻게 되고, 판사는 타협안으로 그녀를 모든 것이 평범하고 1980년대에 멈춰 있는 미디엄 플레이스에 머물도록 결정한다.
- 커비 하월바티스트 - 시몬 가넷 역, 오스트레일리아인 신경과학자로 잠시 동안 치디의 여자친구이기도 했다. 죽은 후 굿 플레이스의 두 번째 실험 대상자가 되지만, 마을에 처음 발을 들였을 때는 자신이 보는 모든 것이 임종 직전의 뇌가 만들어내는 환각이라 믿는다.
- 유진 코데로 - 스티븐 "필보이" 펠리즈 역, 제이슨의 가장 친한 친구이자 범죄 파트너이기도 하다. 제이슨, 타하니, 마이클은 그가 생전에 범죄를 저지르지 않고 요양원에서의 일에 집중할 수 있게 설득해 그가 굿 플레이스에 들어갈 수 있게 노력한다.
- 미치 나리토 - 동키 더그 역, 제이슨의 멍청한 아버지이자 범죄 파트너이다. 제이슨을 아들보다는 친구처럼 대하며, 이들의 부자 관계는 시즌 3에서 밝혀진다. 제이슨에게 더그는 굿 플레이스에 갈 수 있게 만들고 싶은 첫 번째 대상이지만, 이후 변화가 불가능한 것으로 결론이 난다.
- 리베카 헤이즐우드 - 카밀라 알자밀 역, 경쟁심이 많고 대단히 성공한 타하니의 여동생이다. 타하니는 평소에 카밀라와 자신을 비교하며 열등감에 시달렸고, 자신의 여동생을 망신주려다가 죽게 된다.
- 아제이 메타 & 안나 카자 - 와카스 & 마니샤 알자밀 역, 타하니와 그녀의 여동생 카밀라의 부모로 자녀 둘을 경쟁 관계에 빠트려 관계를 악화시키는 역할을 한다.
- 레슬리 그로스만 - 도나 셸스트롭 역, 자기중심적이고 무책임한 엘리너의 어머니이다. 시즌 3에서 도나가 애리조나주에서 자신이 죽은 것처럼 위장한 후 네바다주 교외에서 남편과 아이를 아끼는 엄마로 새 삶을 살고 있다는 사실이 밝혀진다.
- 케스턴 존 - 우조 역, 치디의 가장 친한 친구로, 오랫동안 치디의 우유부단함 때문에 고통받았으며 치디의 죽음을 목격한다.
- 브랜든 스콧 존스 - 존 휘턴 역, 굿 플레이스 실험의 첫 번째 대상자로, 생전에는 타하니에 관해 저질 기사를 썼던 가십 칼럼니스트였다.
- 벤자민 콜다이크 - 브렌트 노워크 역, 굿 플레이스 실험의 네 번째 대상자로, 생전에는 편협하고 거만한 회사 CEO였다. 엘리너와 마이클의 계획에 큰 걸림돌이 되는데, 마이클이 엘리너에게 썼던 방법이 그에게는 통하지 않기 때문이다.
- 마이클 매킨 & 노아 가핑클 - 더그 포세트 역, 환각을 경험하며 우연히 어떤 종교도 정확히 알지 못했던 사후 세계 점수 시스템을 인간으로서는 유일하게 파악하게 된다. 마이클은 자신의 사무실 벽에 가핑클의 사진을 걸어놓고 있다. 시즌 3에서는 마이클 매킨이 나이가 든 포세트를 연기하는데, 그는 배드 플레이스에 가지 않기 위해 극도로 검소하고 자기희생적인 삶을 사는 강박적인 인물로 나타난다.

#### 기타
- 제이슨 맨추커스 - 데릭 역, 재닛이 자신을 위해 만들어낸 괴짜 남자친구이다. 인간들이 가짜 굿 플레이스에서 도망칠 수 있게 도와준 민디에게 선물로 데릭을 주는데, 이후 엄청나게 많은 횟수의 재부팅을 거치면서 점점 발전한다.
- 마야 루돌프 - 젠 판사 역, 우주 영원의 판사로 현실에 대한 거의 전지전능한 통치권을 가지고 있으며, 굿 플레이스와 배드 플레이스 사이의 일들을 중재한다. 처음에는 주인공 네 사람이 굿 플레이스에 들어갈 자격이 되는지 심사하다가, 시즌 3과 4로 넘어오면서 마이클이 진행하는 실험을 감독한다.
- 마이크 오맬리 - 문지기 제프 역, 사후 세계와 지구 사이에 있는 출입구를 지키는 문지기로 개구리를 좋아한다.
- 폴 시어 - 척 역, 굿 플레이스 위원회의 리더이다. 겉으로는 엘리너와 그녀의 친구들을 돕고 싶어하는 모습을 보이지만, 위원회는 어떠한 조치를 실행에 옮기는 걸 매우 조심스러워하고 배드 플레이스의 요구에는 지나치게 순응하려고 한다. 척을 비롯한 위원회 구성원은 굿 플레이스 주민들이 느끼는 권태함을 해결할 방법을 더 이상 찾지 못해 마이클을 속여 굿 플레이스에 대한 책임을 떠넘기고 떠나버린다.
- 스티븐 머천트 - 닐 역, 지구에 있는 모든 인간들의 점수를 계산하는 회계 사무실의 팀장이며, 지난 500여 년 동안 그 누구도 굿 플레이스에 가지 못한 사실을 밝힌다.

## 에피소드
|  | 1 | 13 | 2016년 9월 19일 | 2017년 1월 19일 | 77 | 5.72 |
|  | 2 | 13 | 2017년 9월 20일 | 2018년 2월 1일  | 77 | 5.78 |
|  | 3 | 13 | 2018년 9월 27일 | 2019년 1월 24일 | 99 | 4.57 |
|  | 4 | 14 | 2019년 9월 26일 | 2020년 1월 30일 | 92 | 3.56 |

## 제작

### 캐스팅

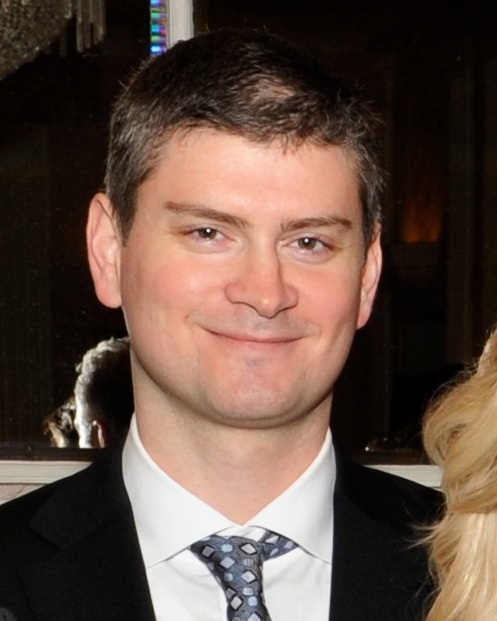
작품 기획자이자 이그제큐티브 프로듀서인 마이클 슈어.

2015년 8월 13일, NBC는 마이클 슈어의 13개 에피소드로 구성된 제목 미정의 드라마 제작을 승인했다는 보도자료를 발표했다. 2016년 1월 12일에는 크리스틴 벨과 테드 댄슨이 이 시리즈의 주연 캐스팅도 발표되었다. 첫 시놉시스도 함께 공개되었는데, 엘리너가 스스로 더 나은 사람이 되기 위해 노력하고, 마이클이 그 과정을 도와주는 내용이 될 것이라고 밝혔다. 이후 사후 세계는 작품의 주요 주제가 되었으며, 벨은 첫 번째 시즌의 반전에 대해 출연 계약을 맺을 때부터 이미 알고 있었다고 밝히기도 하였다.
같은 해 2월 11일에는 윌리엄 잭슨 하퍼가 '크리스' 역에 캐스팅되었는데, 나중에 배역의 실제 이름은 치디로 변경되었다. 2월 25일에는 자밀라 자밀이 '테사' 역할로 캐스팅되었으며 이 역할은 타하니로 바뀌게 된다. 같은 해 3월 3일에는 매니 저신토가 "플로리다 남부에서 DJ로 살아가는 것이 꿈인 순수하고 착한 인물"인 '제이슨' 배역에 캐스팅되었다는 소식이 알려졌다. 3월 15일에는 주요 배역 중 마지막으로 '문제가 많은 과거를 지닌 바이올린 판매원'인 재닛 델라데눈지오 역할에 다시 카든이 캐스팅되었는데, 드라마 내에서 배역의 실제 설정은 프로그래밍된 비서인 재닛으로, 배역 이름은 그대로 유지되었다. 2018년에 보도에 따르면 작가진이 일부러 언론사에 카든의 배역에 대해 실제 설정과 다른 정보를 제공한 것이었다.

### 개발
사후 세계 요소를 포함한 줄거리에 대한 내용은 2016년 5월 15일 NBC가 2016~17 텔레비전 시즌을 공식 발표하면서 처음 공개되었다.
슈어에 따르면 처음에는 다양한 종교를 조사한 후 드라마에 종교적 요소를 담아내려고 생각했지만, 이러한 계획을 취소하고 대신 특정 종교에 치우치지 않고 모든 종교를 포용할 수 있는 설정을 선택했다. 이에 대해 슈어는 "조사를 중단한 이유는 이 이야기가 종교적 구원이 아닌, 올바른 삶을 사는 것에 대한 이야기라는 걸 깨달았기 때문입니다. 이 드라마는 어느 한쪽 편을 들지 않으며, 굿 플레이스에 있는 사람들은 모든 나라와 종교를 배경으로 하고 있습니다."라고 말했다. 슈어는 또한 이 드라마의 촬영 장소인 캘리포니아의 헌팅턴 도서관과 유니버설 스튜디오 할리우드가 "여러 문화가 혼합된 느낌을 주었다"고 이야기하면서, 등장인물들이 서로 다른 종교를 가진 사람들이지만 그것에 상관없이 함께 어울려 지내는 모습을 보여주고 싶었다고 말했다.
《굿 플레이스》의 배경과 설정, 매회 긴장감 넘치는 클리프행어 결말은 슈어가 좋아했던 드라마인 《로스트》를 참고해서 만들어졌다. 시리즈를 기획할 당시 슈어가 가장 먼저 연락한 사람 중 하나가 바로 《로스트》의 공동 제작자인 데이먼 린들로프였다. 슈어는 인터뷰에서 "그를 점심 식사에 초대해서 "이 기획이 괜찮을지 한번 봐주시겠어요?"라고 말했죠."라고 이야기했다고 밝혔고, 이어서 "'로스트'처럼 다음 이야기가 궁금해지게 만들면서 앞으로의 스토리도 잘 짜여진 방식으로 만들고 싶었습니다."라고 덧붙였다. 슈어는 이 대화를 통해 이런 드라마를 쓰는 게 얼마나 어려운지 듣고, NBC에는 전체 이야기를 완벽하게 준비한 다음에 제안하기로 했다. 슈어는 대신 시즌 전체의 이야기와 주요 에피소드들의 순서를 미리 계획했고, 실제 첫 시즌 제작에서도 이 계획을 거의 그대로 따랐다.
일부 비평가들은 첫 번째 시즌의 즉 굿 플레이스가 사실 배드 플레이스였다는 반전과, 등장인물들이 서로를 영원히 고문하기에 가장 적합한 사람이라는 설정은 철학자 장 폴 사르트르의 희곡 《닫힌 방》과 매우 유사하다. 희곡에서 한 방에 갇힌 채 함께 살게 된 세 명의 낯선 사람은, 결국 자신들이 서로 전혀 맞지 않음을 깨닫고 "타인은 지옥이다"라는 결론에 도달한다. 또한 일부 비평가들은 고립과 규칙을 바탕으로한 설정이 특징인 1960년대 드라마 《더 프리즈너》와 비교하기도 하였다.

## 방영 및 공개
《굿 플레이스》는 2016년 9월 19일 첫 방영되었다. 2017년 1월 30일, 13개의 에피소드로 구성된 두 번째 시즌 제작이 확정되었으며,  이후 9월 20일 1시간 스페셜 에피소드를 시작으로 시즌 2가 첫 방영되었다. 11월 21일, 세 번째 시즌 제작이 확정되었고, 다음해인 2018년 9월 27일 방영되었다. 2018년 12월 4일 네 번째 시즌 제작이 확정되었고, 이는 2019년 9월 26일에 첫 방영되었다. 2019년 6월 7일 NBC는 네 번째 시즌이 마지막 시즌임을 발표하였다.

### 해외
미국을 제외한 다른 일부 지역에서는 넷플릭스를 통해 공개되었다. 첫 번째 시즌은 2017년 9월 21일 공개되었으며, 나머지 시즌의 에피소드는 현지 방영 24시간 이후에 차례대로 공개되었다.

### 홈 미디어
DVD 배급은 샤우트! 팩토리에서 담당했다. 시즌 1은 2017년 10월 17일에 북미용 DVD로 출시되었으며, 시즌 2와 3의 DVD는 각각 2018년 7월 17일과 2019년 7월 30일에 출시되었다. 시리즈 전체를 담은 블루레이는 2020년 5월 19일에 출시되었다.

### 웹 시리즈
2019년 9월 13일, 시즌 4 공개에 앞서 에릭 키색이 연출한 '더 셀렉션'(The Selection)이라는 제목의 6부작 웹 시리즈가 NBC 공식 홈페이지, 앱, 유튜브 채널을 통해 공개되었다. 이 시리즈는 시즌 3의 11화 에피소드 "Chidi Sees the Time-Knife" 중간에 생략된 시간대에서 일어난 일을 배경으로 하는데, 마이클의 전 상사였던 숀이 자신의 부하들과 함께 마이클의 '굿 플레이스' 실험에 참여할 대상자 네 명을 고르는 과정을 다룬다. 《굿 플레이스》에서의 배역 그대로 마크 에번 잭슨이 숀을, 조시 시겔, 밤바디언 밤바, 에이미 오쿠다, 제마 윌리엄슨이 그의 부하 역할을 맡았으며, 조 맨디는 3화에서 토드릭 "토드" 헴플 역으로 등장했다. 더 셀렉션은 제72회 프라임타임 에미상에서 최우수 단편 코미디 및 드라마 시리즈 부문 후보에 올랐다.

## 평가
| 시즌 | 로튼 토마토      | 메타크리틱     |
| ---- | ---------------- | -------------- |
| 1    | 92% (74개 리뷰)  | 78 (32개 리뷰) |
| 2    | 100% (59개 리뷰) | 87 (10개 리뷰) |
| 3    | 98% (47개 리뷰)  | 96 (5개 리뷰)  |
| 4    | 100% (52개 리뷰) | —              |

《굿 플레이스》의 첫 시즌은 텔레비전 비평가들 사이에서 긍정적인 평가를 받았다. 로튼 토마토에서는 74개의 리뷰를 기반으로 신선도 지수 92%, 평균 점수 10점 만점에 7.80점을 기록하고 있다. 로튼 토마토에서 비평가의 의견을 정리하자면 "크리스틴 벨과 테드 댄슨은 이 터무니없고 영리하며 기발한 사후 세계 묘사에서 대단히 재미있고 매력적인 연기로 뛰어난 활약을 펼친다."이다. 메타크리틱에서는 32개의 리뷰를 기반으로 100점 만점에 78점을 받아 "대체로 호의적인 평가"를 받았다.
2019년에는 《가디언》이 선정한 '21세기 최고의 TV 프로그램 100선'에서 《굿 플레이스》가 69위의 순위에 오르기도 하였다.